# 蔣汝瑚
蔣汝瑚，字廷器，江西南昌府豐城縣人，明朝政治人物、進士出身。

## 生平
萬曆十六年戊子科舉人，十七年（1589年）己丑科進士，任南海县知县，均赋役，平税课，寇至辄歼，报最，拜御史。疏请罢矿洞，撤还营利诸使，神宗知甚名，命巡视蓟昌保定。会丁忧归，权贵素忌之，遂摭他事议斥。起补寿州判官，两任保康、光化知县，皆有政声。再晋南兵部主事，转礼部郎中，久之，以广西参议分巡宾州，中途遘疾卒。